# Hallee Hirsh
Hallee Leah Hirsh, född 16 december 1987 i Omaha i Nebraska, är en amerikansk skådespelerska.
Hirsh har bland annat spelat Daley i TV-serien Flyg 29 saknas.
I äldre år så var hon med i ett avsnitt av Criminal Minds. Hon spelade en kvinna som tvingades föda barn åt en sjuk kvinna med cancer. Hon har också varit med i 16 To Life.

## Filmografi (urval)
- 1998 – Du har mail
- 1998–1999 – I lagens namn (TV-serie)
- 2000 – Alla tiders julklapp
- 2000 – Vem dömer Amy? (TV-serie)
- 2001–2009 – Cityakuten (TV-serie)
- 2003–2005 – På heder och samvete (TV-serie)
- 2005–2006 – Flyg 29 saknas (TV-serie)
- 2004 – Speak